# Batalla d'Antietam
La batalla d'Antietam (també coneguda en la historiografia sudista com batalla de Sharpsburg) va tenir lloc el 17 de setembre de 1862, prop de Sharpsburg (Maryland), al voltant d'Antietam Creek. Va ser el primer gran enfrontament armat de la Guerra Civil Nord-americana que es va produir en territori controlat per la Unió. La batalla va formar part de la campanya de Maryland i es tracta de la més sagnant de la història dels Estats Units lliurada en un sol dia, amb gairebé 23.000 baixes.
Després de perseguir-lo pel territori de Maryland, el general unionista George B. McClellan va atacar l'exèrcit el general confederat Robert E. Lee, que havia establert posicions defensives després del rierol Antietam. A l'alba del 17 de setembre, el cos de Joseph Hooker va realitzar un poderós atac sobre el flanc esquerre de l'exèrcit sudista. Els atacs i contraatacs es van estendre al llarg del panissar de Millar i al voltant de Dunk Church. Els unionistes van finalment aconseguir penetrar pel centre de l'Exèrcit confederat atacant a la zona de Sunken Road, però l'avantatge no es va consolidar. A la tarda, el cos d'Ambrose E. Burnside va entrar en acció prenent un pont de pedra sobre el Antietam Creek i avançant contra el flanc dret confederat. En un moment crucial, la divisió d'Ambrose Powell Hill va arribar procedent de Harpers Ferry. Lee, que comptava amb un desavantatge numèric de dos contra un, va enviar totes les seves tropes, mentre que McClellan va enviar al combat menys de tres quartes parts de les seves, possibilitant a Lee de plantar cara a les tropes unionistes. Durant la nit, tots dos exèrcits van consolidar les seves línies. Tot i les severes baixes, Lee va continuar realitzant escaramusses contra McClellan el 18 de setembre, mentre retirava el seu malmès exèrcit al sud del riu Potomac.
Malgrat la seva superioritat numèrica i les abundants forces en reserva amb les que comptava McClellan i que podrien haver estat desplegades per aconseguir èxits localitzats, els seus atacs van fracassar en l'objectiu de concentrar les tropes i destruir l'exèrcit de Lee, permetent Lee fer torns amb seves tropes a l'interior de les seves files per fer front a cada envestida. La invasió de Maryland per part de Lee es detingué, encara que Lee va poder retirar-se a Virgínia sense oposició. Si bé la batalla no va donar un resultat concloent en termes tàctics, va tenir una importància única, ja que la victòria tàctica de la Unió va ser suficient per donar al president Abraham Lincoln la seguretat per anunciar la seva Proclama d'Emancipació.

## Context històric i la Campanya de Maryland
L'Exèrcit de Virgínia del Nord de Robert E. Lee de 45.000 homes va penetrar en l'estat de Maryland el 3 de setembre de 1862, després de la seva victòria en la Segona batalla de Bull Run el 29 d'agost. L'estratègia de Lee era fer acumulació de provisions i reclutar més soldats a l'estat fronterer de Maryland, un estat esclavista que no es va unir a la Confederació on hi havia un nombre considerable de simpatitzants dels confederats, i aconseguir un impacte en l'opinió pública previ a les properes eleccions a celebrar al Nord. Alguns polítics confederats, incloent-hi el president Davies, van creure en un possible augment del reconeixement estranger si aconseguien una victòria militar en sòl del Nord; pensant que una victòria els hagués donat reconeixement i suport econòmic per part del Regne Unit i França. Tanmateix, no hi ha proves que Lee pensés que el Sud havia de basar els seus plans militars en aquesta possibilitat.

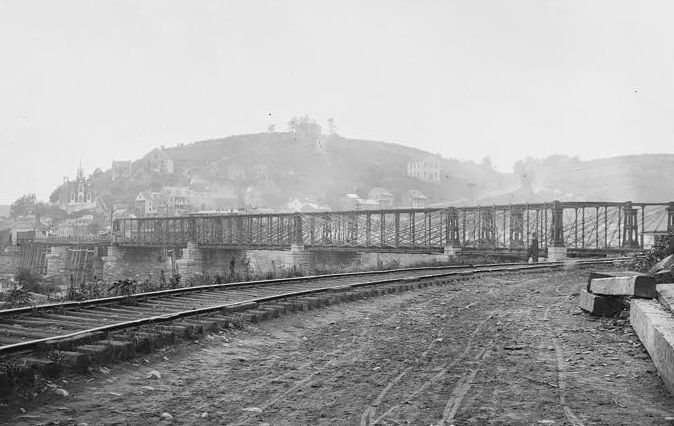
Pont a Harpers Ferry, Viginia Occidental.

Mentre els 90.000 homes l'Exèrcit del Potomac de McClellan es desplaçaven per interceptar Lee, dos soldats de la Unió, Barton W. Mitchell i John M. Bloss del 27è Regiment d'Infanteria de Voluntaris d'Indiana) van descobrir una còpia extraviada dels mapes detallats de la batalla del mateix Lee, que envoltava 3 cigars. L'ordre indicava que Lee havia dividit el seu exèrcit i dispersat geogràficament parts d'aquest (a Harpers Ferry, en Virgínia Occidental, i Hagerstown, a Maryland), de manera que cada grup podia ser aïllat i vençut si McClellan es movia amb la suficient rapidesa. No obstant això, McClellan va esperar unes 18 hores abans de decidir-se a treure avantatge d'aquesta informació i reorganitzar les seves tropes, per la qual cosa va desaprofitar l'oportunitat d'infligir a Lee una derrota decisiva.
A la Campanya de Maryland hi va haver dos enfrontaments d'importància previs a la batalla de Antietam: el Major General Thomas Jonathan Jackson va capturar Harpers Ferry i McClellan va aconseguir passar a través de les muntanyes de Blue Ridge gràcies a la seva victòria en la batalla de South Mountain. El primer d'ells va tenir importància pel fet que una gran part de l'exèrcit de Lee va estar absent del camp de batalla al principi de la batalla d'Antietam, esperant la rendició de la guarnició de la Unió, el segon pel fet que les fortes defenses confederades a pocs minuts de les muntanyes van retardar prou l'avanç de McClellan per permetre a Lee concentrar la resta de les seves tropes a Sharpsburg.

## Ordre de batalla
Les forces confederades que conformaven l'Exèrcit de Virgínia del Nord van iniciar la campanya de Maryland amb prop de 50.000 homes en armes però a la batalla d'Antietam, les baixes en combat, malalties i desercions havien reduït aquest nombre a prop de 35.000. El general Robert E. Lee comptava amb 246 canons, 92 d'ells d'ànima estriada. Les forces de la Unió (l'Exèrcit del Potomac, reforçat amb elements del dissolt Exèrcit de Virgínia de John Pope) comptava amb prop de 90.000 homes i 300 canons, el seixanta per cent d'ells d'ànima estriada.

### Tropes dels Estats Confederats d'Amèrica
L'Exèrcit de Virgínia del Nord, comandat pel general Robert E. Lee estava organitzat en dos grans cossos d'infanteria. Tot i que en la major part de la historiografia, i els documents oficials es presentava l'organització d'aquests cossos d'exèrcit, la designació de les tropes no va ser feta de manera formal fins al 6 de novembre de 1862, després de la Campanya de Maryland. Durant la major part de 1862, la unitat de Longstreet s'incloïa a l'ala dreta, i la de Jackson a l'esquerra.
El Primer Cos, sota el comandament del Major General James Longstreet, estava constituït per:
- La divisió del major general Lafayette McLaws (brigades dels brigadiers generals Joseph Brevard Kershaw, Howell Cobb, Paul Jones Semmes i William Barksdale, i artilleria del major Samuel P. Hamilton);
- La divisió del major general Richard Heron Anderson (brigades dels brigadiers generals Cadmus M. Wilcox, Winfield F. Featherstone, Lewis A. Armistead, Roger A. Prior i Ambrose R. Wright i del coronel William A. Parham, i artilleria del major John S. Saunders);
- La divisió del brigadier general David R. Jones (brigades dels brigadiers generals Robert A. Toombs, Thomas F. Drayton, Richard B. Garnett i James L. Kemper i els coronels Joseph T. Walker i George T. Anderson, i una bateria d'artilleria[12]);
- La divisió del major general John G. Walker (brigades del brigadier general Robert Ransom, Jr. i del coronel Van H. Manning);
- La divisió del brigadier general John Bell Hood (brigades dels coronels William T. Wofford, Evander M. Law, i artilleria del major Bushrod W. Fröbel);
- La brigada independent del brigadier general Nathan G. "Shanks" Evans;
- Artilleria de reserva, sota el comandament dels coronels James Ewell Brown Stuart i Stephen D. Lee.

El Segon Cos, sota el comandament del general de divisió Thomas J. "Stonewall" Jackson estava constituït per:
- La divisió Ewell, comandada pel brigadier general Alexander R. Lawton (brigades dels brigadiers generals Jubal A. Early i Harry T. Hays i dels coronels Marcellus Douglass i James A. Walker, i artilleria del major Alfred R. Courtney);
- La divisió del major general Ambrose P. Hill (Coneguda com a  Light Division  o  Divisió lleugera , brigades dels brigadiers generals Lawrence O'Bryan Branch, Maxcy Gregg, James J. Archer i William Dorsey Pender i els coronels John M. Brockenbrough i Edward L. Thomas, i artilleria del tinent coronel R. Lindsay Wagner);
- La divisió Jackson, al comandament del brigadier general John R. Jones (brigades del brigadier general William E. Starke, dels coronels Andrew J. Grigsby, E.T.H Warren, Bradley T. Johnson, i artilleria del major Lindsay M. Shumaker);
- La divisió del major general Daniel Harvey Hill (brigades dels brigadiers generals Roswell Sabine Ripley, Robert Emmett Rodes, Samuel Garland Jr. i George Burgwyn Anderson i del coronel Alfred Holt Colquitt, i artilleria del major Scipio Pierson).

Les unitats restants eren la Divisió de Cavalleria, sota el comandament del major general J.E.B. Stuart, integrada per les brigades dels brigadieres generals Wade Hampton i Fitzhugh Lee i del coronel Thomas T. Munford, amb artilleria muntada sota el comandament del capità John Pelham, i l'artilleria de reserva, manada pel brigadier general William N. Pendleton. El Segon Cos estava organitzat amb artilleria adjunta a cada divisió, en contrast amb el Primer Cos l'artilleria es va reservar al nivell del cos.

### Tropes dels Estats Units d'Amèrica

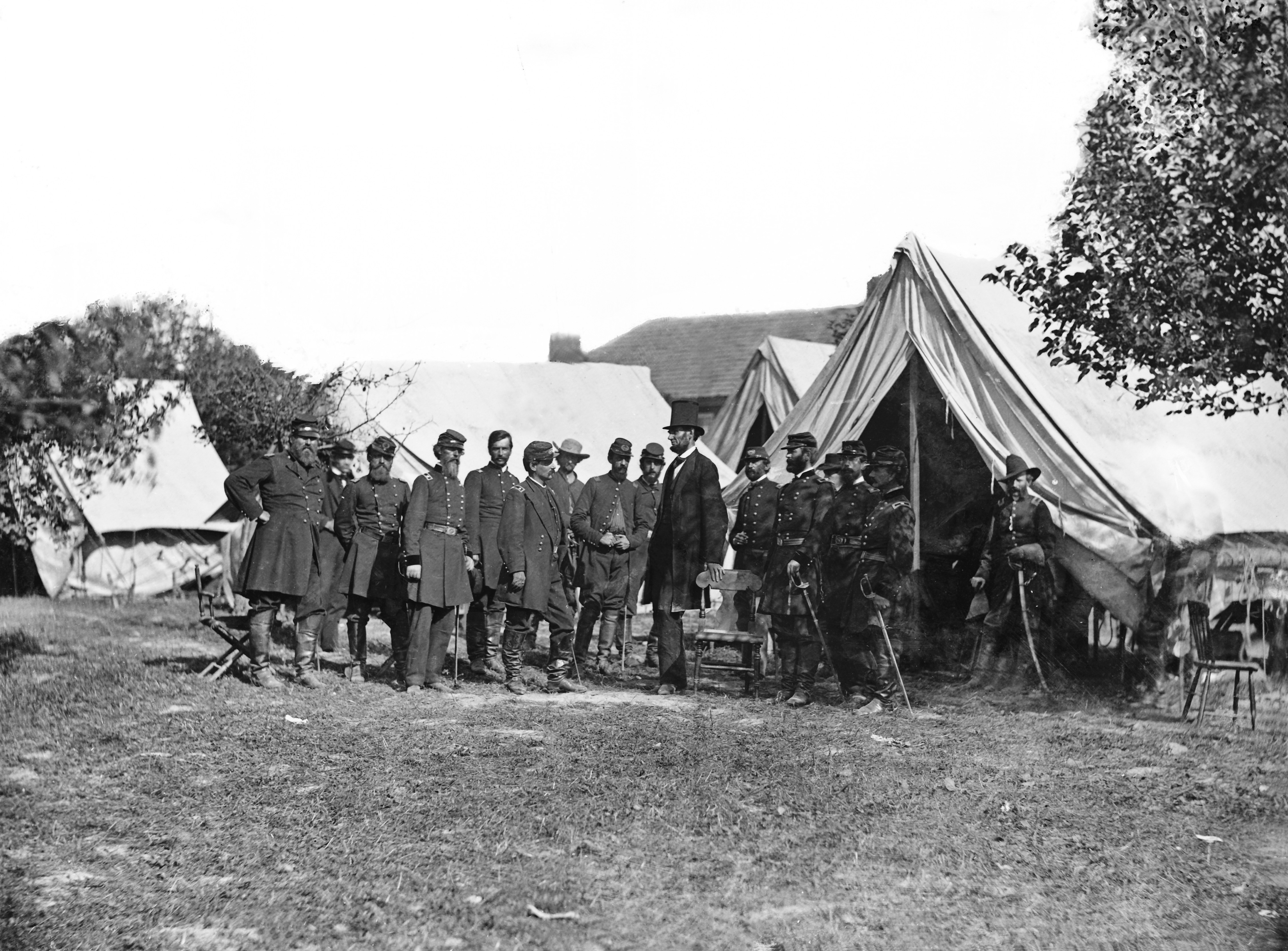
Lincoln i el seu estat major a la granja de Grove després de la batalla. Els personatges notables (per l'esquerra) són: 5. Alexander S. Webb, Comandant del 5è Cos; 6. Georg B. McClellan; 8. Dr. Jonathan Letterman; 10. Abraham Lincoln; 11. Henry J. Hunt; 12. Fitz John Porter; 15. Andrew A. Humpheys; 16. Cap. George Armstrong Custer.

L'Exèrcit del Potomac del major general George B. McClellan va estar reforçat per unitats absorbides de l'Exèrcit de Virgínia de John Pope, incloent-hi en total sis cossos d'infanteria.
El Primer Cos (Cos I), sota el comandament del major general Joseph Hooker, estava constituït per:
- La Primera Divisió del brigadier general Abner Doubleday (brigades dels brigadiers generals Marsena R. Patrick i John Gibbon, del coronel Walter Phelps, i del tinent coronel J. William Hofmann, i artilleria al comandament del capità J. Albert Monroe);
- La Segona Divisió del brigadier general James B. Ricketts (brigades dels brigadiers generals Abram Duryea i George L. Hartsuff i el coronel William A. Christian, i dues bateries d'artilleria);
- La Tercera Divisió del brigadier general George G. Meade (brigades del general de brigada Truman Seymour i dels coronels Albert L. Magilton i Thomas F. Gallagher, i tres bateries d'artilleria).

El Segon Cos (Cos II), sota el comandament del major general Edwin V. Sumner, estava constituït per:
- La Primera Divisió del major general Israel B. Richardson (brigades dels brigadiers generals John C.Caldwell i Thomas F. Meagher i el coronel John R. Brooke, i dues bateries d'artilleria);
- La Segona Divisió del major general John Sedgwick (brigades dels brigadiers generals Willis A. Gorman, Oliver O. Howard i Napoleon J.T. Dana, i dues bateries d'artilleria);
- La Tercera Divisió del brigadier general William H. French (brigades dels brigadiers generals Nathan Kimball i Max Weber i el coronel Dwight Morris, i tres bateries d'artilleria).

El Cinquè Cos (Cos V), sota el comandament del major general Fitz John Porter, estava constituït per:
- La Primera Divisió del major general George W. Morell (brigades del brigadier general Charles Griffin i dels coronels James Barnes i T.B.W, Stockton, i tres bateries d'artilleria);
- La Segona Divisió del brigadier general George Sykes (brigades del tinent coronel Robert C. Buchanan, Charles S. Lovell i el coronel Gouverneur K. Warren, i quatre bateries d'artilleria);
- La Tercera Divisió del brigadier general Andrew A. Humphreys (brigades del brigadier general Erastus B. Tyler i del coronel Peter H. Allabach, i dues bateries d'artilleria);
- Una reserva d'artilleria de set bateries, al comandament del tinent coronel William Hays.

El Sisè Cos (Cos VI), sota el comandament del major general William B. Franklin, estava constituït per:
- La Primera Divisió del brigadier general Henry W. Slocum (brigades dels coronels Alfred T.A. Torbert i Joseph J. Bartlett i del brigadier general John Newton, i artilleria al comandament del capità Emory Upton).
- La Segona Divisió del major general William Farrar Smith (brigades dels brigadiers generals Winfield S. Hancock i William TH Brooks i del coronel William H. Irwin, i artilleria al comandament del capità Romeyn B. Ayres).

El Novè Cos (Cos IX), sota el comandament del major general Ambrose E. Burnside, estava constituït per:
- La Primera Divisió del brigadier general Orlando B. Willcox (brigades dels coronels Benjamin C. Christ i Thomas Welsh i dues bateries d'artilleria);
- La Segona Divisió del brigadier general Samuel D. Sturgis (brigades dels brigadieres generals James Nagel i Edward Ferrero i dues bateries d'artilleria);
- El brigadier general Isaac P. Rodman (brigades dels coronels Harrison S. Fairchild i Edward Harland i una bateria d'artilleria).
- La Divisió Kanawha, sota el comandament del brigadier general Jacob D. Cox (brigades dels coronels Eliakim P. Scammon i Augustus Moor);
- Unitats no enquadrades: vuit companyies del 6è regiment de cavalleria de Nova York al comandament del coronel Thomas C. Devin, una companyia de la cavalleria d'Ohio i dues bateries d'artilleria.

El Dotzè Cos (Cos XII), sota el comandament del major general Joseph K. Mansfield, estava constituït per:
- La Primera Divisió del brigadier general Alpheus S. Williams (brigades dels brigadieres generals Samuel W. Crawford i George H. Gordon).
- La Segona Divisió del brigadier general George S. Greene (brigades del tinent coronel Hector Tyndale i els coronels Henry J. Stainrook i William B. Goodrich);
- Una brigada d'artilleria al comandament del capità Clermont L. Best.

McClellan disposava a més d'una divisió de cavalleria al comandament del brigadier general Alfred Pleasonton (brigades del major Charles J. Whiting i els coronels John F. Farnsworth, Richard H. Rush, Andrew T. McReynolds i Benjamin F. Davis, artilleria muntada amb sis bateries, i un destacament del 16è de Cavalleria de Pennsilvània), i una brigada d'enginyers sota el comandament del brigadier general Daniel Phineas Woodbury.

## Batalla

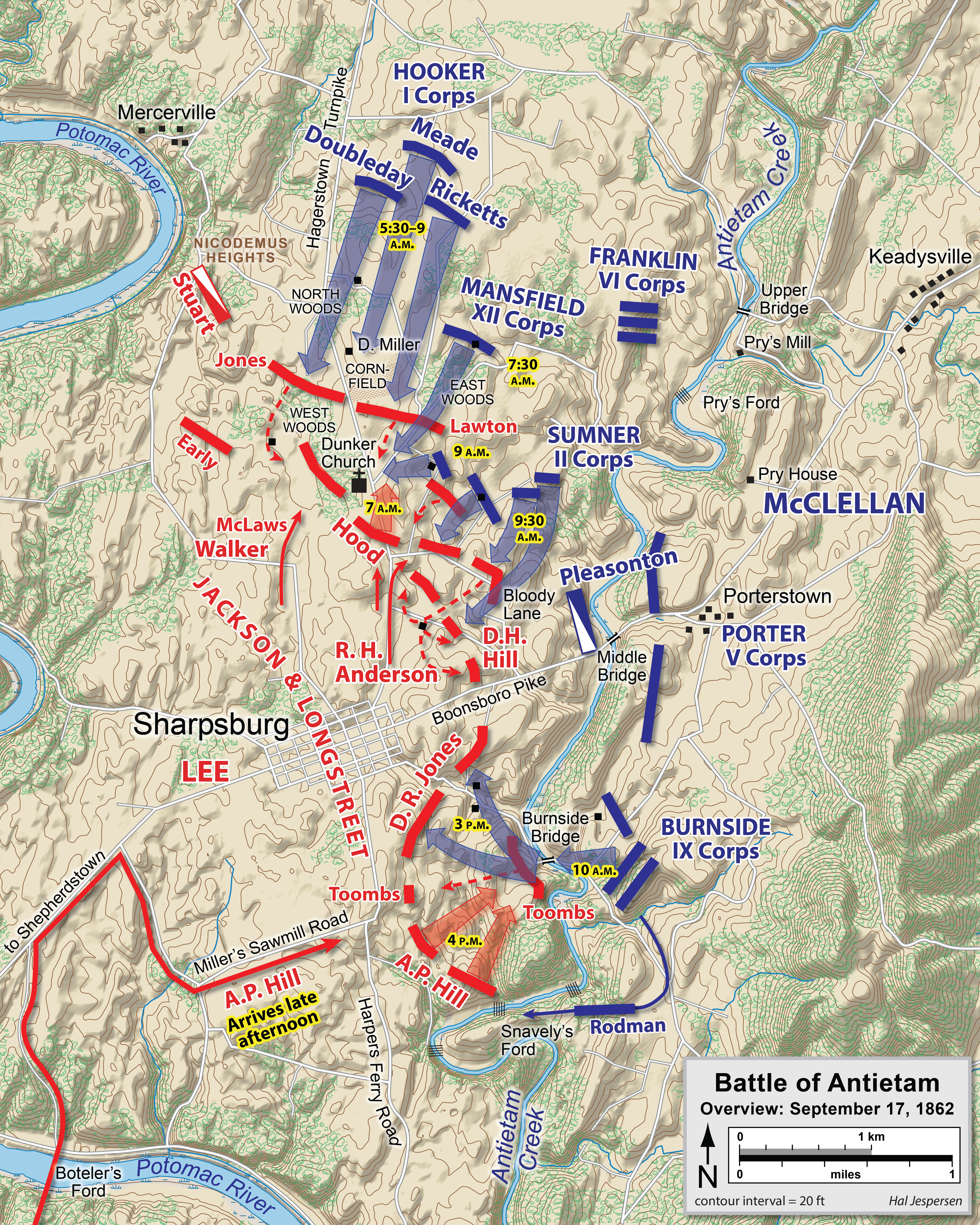
Esquema de la batalla de Antietam.
Confederats
Unió

Lee va prendre posicions prop de la població de Sharpsburg, desplegant les seves forces disponibles a l'altre costat del rierol d'Antietam, el 15 de setembre. Era una excel·lent posició defensiva, encara que no inexpugnable. El terreny proporcionava una cobertura excel·lent a la infanteria, amb tanques i tanques de pedra, afloraments de pedra calcària i petits forats i trinxeres naturals al marge del rierol. La platja del rierol tenia una extensió d'entre 18 i 30 metres d'amplada que feia de barrera natural. El rierol era travessable en diversos llocs i es podia creuar mitjançant tres ponts de pedra distanciats uns dels altres un quilòmetre i mig aproximadament. La posició dels confederats es feia precària perquè la seva rereguarda estava bloquejada pel riu Potomac i en el cas que la retirada fos necessària només hi havia un punt d'encreuament disponible, el gual de Botel ( Botel's Ford  a anglès) a Shepherdstown. El gual situat a Williamsport estava uns quinze quilòmetres al nord-oest de Sharpsburg i havia estat utilitzat per Jackson en el seu camí a Harpers Ferry. La disposició de les forces de la Unió durant la batalla feia impossible la retirada en aquesta direcció. El 15 de setembre, les forces sota el comandament directe de Lee sumaven no més de 18.000 homes, només un terç de les disponibles per McClellan.
Les dues primeres divisions de la Unió van arribar el dia 15 de setembre i el gruix de l'exèrcit ho va fer aquella mateixa tarda. Tot i que un atac immediat de l'exèrcit federal efectuat el matí del dia 16 hagués comptat amb una aclaparadora superioritat numèrica davant els confederats, la precaució característica de McClellan i la seva creença que Lee comptava amb més de 100.000 homes va fer que s'ajornés l'atac per a l'endemà. Aquest fet va proporcionar als confederats més temps per preparar les seves posicions defensives i va permetre arribar des de Hagerstown a l'exèrcit de Longstreet i des Harpers Ferry de Jackson, exceptuant la divisió d'AP Hill. Jackson va defensar el flanc esquerre situat més cap al nord, recolzat en el riu Potomac, mentre que Longstreet va defensar el flanc dret situat més cap al sud, sobre l'Antietam, una línia d'uns 6 quilòmetres (4 milles) de longitud, tot i que mentre la batalla progressava i les unitats de Lee anaven canviant de posició, els límits s'anaven desdibuixant.
La tarda del 16 de setembre, McClellan va ordenar al Cos I de Hooker que travessés el rierol d'Antietam i sondegés les posicions enemigues. La divisió a càrrec de Meade va atacar cautelosament els confederats enviats per Hood a la zona arbrada coneguda com a  East Woods . Quan ja s'hagué fet fosc, el foc d'artilleria es va reprendre, mentre McClellan continuava posicionant les seves tropes. El pla de McClellan era aixafar el flanc esquerre enemic. McClellan va prendre aquesta decisió a causa de la distribució dels ponts sobre l'Antietam. El pont inferior (que va ser anomenat Burnside Bridge després de la batalla) estava dominat per les tropes confederades. El pont intermedi, en el camí de Boonsboro, era blanc del foc d'artilleria des d'unes elevacions properes a Sharpsburg. No obstant això, el pont superior estava a uns 3 quilòmetres (2 milles) a l'est dels canons confederats i podia ser creuat de manera segura. McClellan va planejar assignar més de la meitat del seu exèrcit a l'assalt, començant amb dos cossos recolzats per un tercer i si fos necessari per un quart. Tenia intenció de llançar un atac simultani per dividir el flanc dret confederat mitjançant el cinquè cos i havia ideat atacar el centre si cap d'aquests atacs tenia èxit. L'escaramussa a East Woods va servir perquè Lee s'adonés de les intencions de McClellan, per la qual cosa es va preparar en conseqüència: transferí homes al flanc esquerre i va enviar missatges urgents als seus dos comandants (que encara no havien arribat al camp de batalla), Lafayette McLaws amb dos divisions i AP Hill amb una.
Els plans de McClellan van estar mal coordinats, i van ser executats de forma mediocre. McClellan va donar ordres a cadascun dels seus subordinats per separat, sense proporcionar-los ordres generals que descrivissin el pla de batalla. El terreny sobre el qual es va desenvolupar la batalla dificultava als seus comandants controlar i seguir els esdeveniments que es produïen en altres sectors del camp de batalla, i el quarter general de McClellan estava a més d'una milla de distància a la rereguarda (a la casa de Philip Pry, a l'est del rierol d'Antietam), dificultant el control de les diferents divisions del seu exèrcit. Amb aquest estat de coses, la batalla es va desenvolupar l'endemà en tres enfrontaments separats, la majoria sense coordinació l'un amb l'altre: al matí a l'extrem nord del camp de batalla, al migdia al centre i a la tarda al sud. Aquesta manca de coordinació i la concentració de les forces de McClellan anul·laven gairebé completament la superioritat numèrica (gairebé de dos contra un) de què disposava l'exèrcit de la Unió, i va permetre a Lee moure les seves tropes per fer front a cada ofensiva que se li plantejava.

### El matí

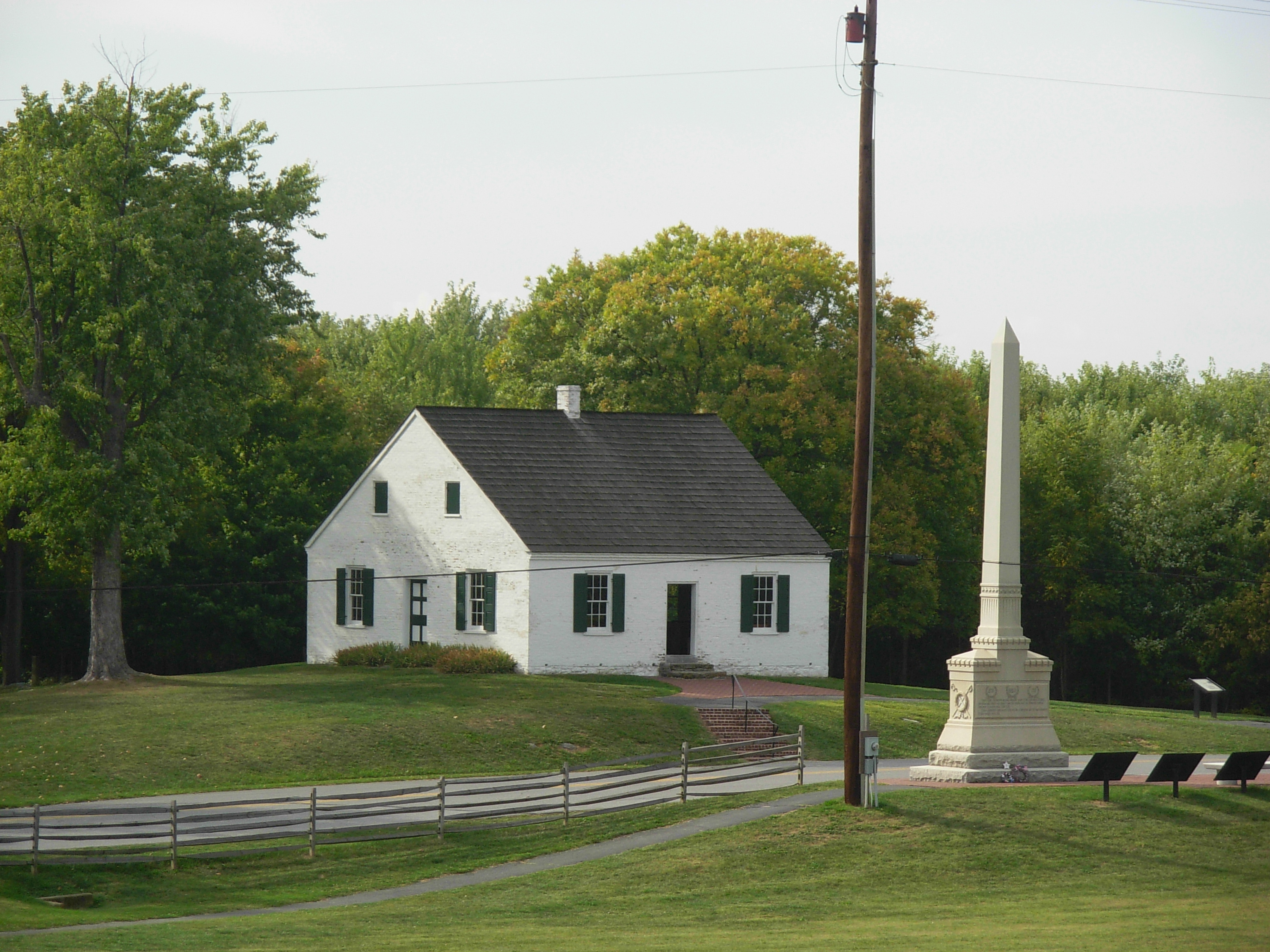
Vista de Dunk Church a Antietam.

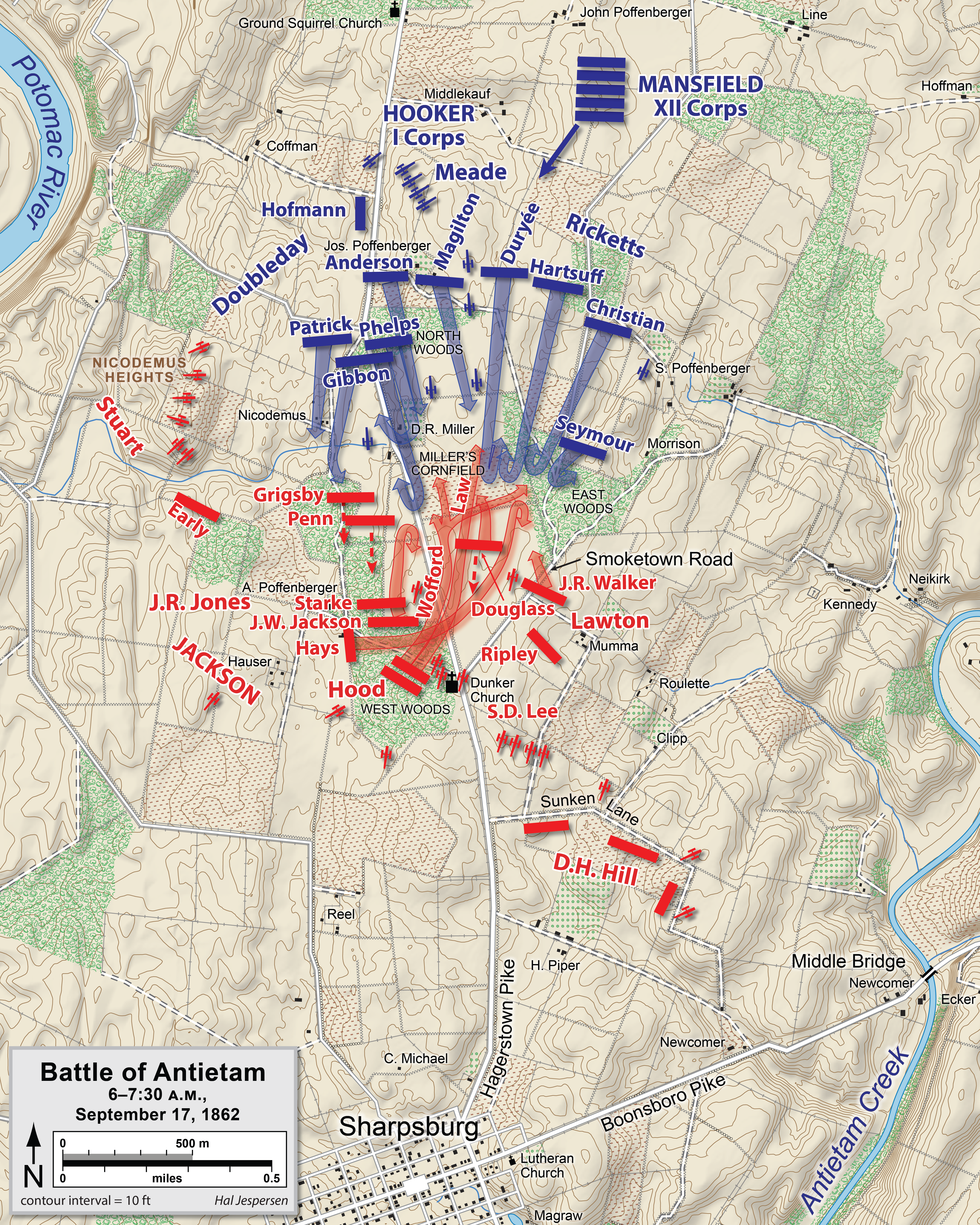
Moviments entre les 05:30 i les 07:30 del matí

La batalla va començar de bon matí (al voltant de les 05:30 del matí) del 17 de setembre amb un atac del Cos I sota el comandament de Joseph Hooker, baixant pel camí de Hagerstown (Hagerstown Turnpike). L'objectiu de Hooker era assolir l'altiplà sobre el qual s'assentava l'església dels New Dunkers (Dunk Church), una modesta construcció emblanquinada que pertanyia a una secta local de baptistes alemanys. Hooker disposava d'aproximadament 8.600 homes, alguns més que els 7.700 defensors sota les ordres de Stonewall Jackson, però aquesta lleugera diferència era menys decisiva gràcies a les posicions defensives dels confederats. La Divisió d'Abner Doubleday es va desplaçar a la dreta de Hooker, mentre que la de James Ricketts es va desplaçar a l'esquerra, a East Woods, i la Divisió dels reservistes de Pennsilvània de George Meade es va desplegar en el centre i lleugerament cap a la part posterior. Jackson comptava per a la defensa amb les divisions sota el comandament d'Alexander Lawton i John R. Jones en línia de batalla des del grup d'arbres de West Woods i creuant el camí de Hagerstown, fins a l'extrem sud del panissar de Miller (Miller Cornfield). A l'interior de West Woods es van quedar quatre brigades com a reserva.
Només les tropes de la Unió van abandonar les seves posicions a l'arbreda coneguda com a  North Woods  i van entrar al panissar, va començar el foc d'artilleria. Els confederats van obrir foc des de l'oest amb les bateries d'artilleria de Jeb Stuart i quatre bateries sota el comandament del coronel Stephen D. Lee, que estaven situades sobre una elevació que creuava un camí al sud de Dunk Church. La Unió va tornar el foc mitjançant 9 bateries situades en una cresta després North Woods i quatre rifles Parrot de 20 lliures situats a uns 3 quilòmetres (2 milles) a l'est de Antietam Creek. La lluita va causar importants baixes en ambdós bàndols i va ser descrita pel coronel Lee com "un infern d'artilleria" ( Artillery Hell  en anglès).
En veure la brillantor de les baionetes confederades ocultes al panissar, Hooker va ordenar aturar-se a la seva infanteria, i va muntar quatre bateries d'artilleria, que van disparar sobre el camp obusos i metralla per sobre dels soldats federals. El foc d'artilleria i dels rifles d'ambdós bàndols va actuar com una dalla, tallant els cossos dels soldats com si fossin plantes.

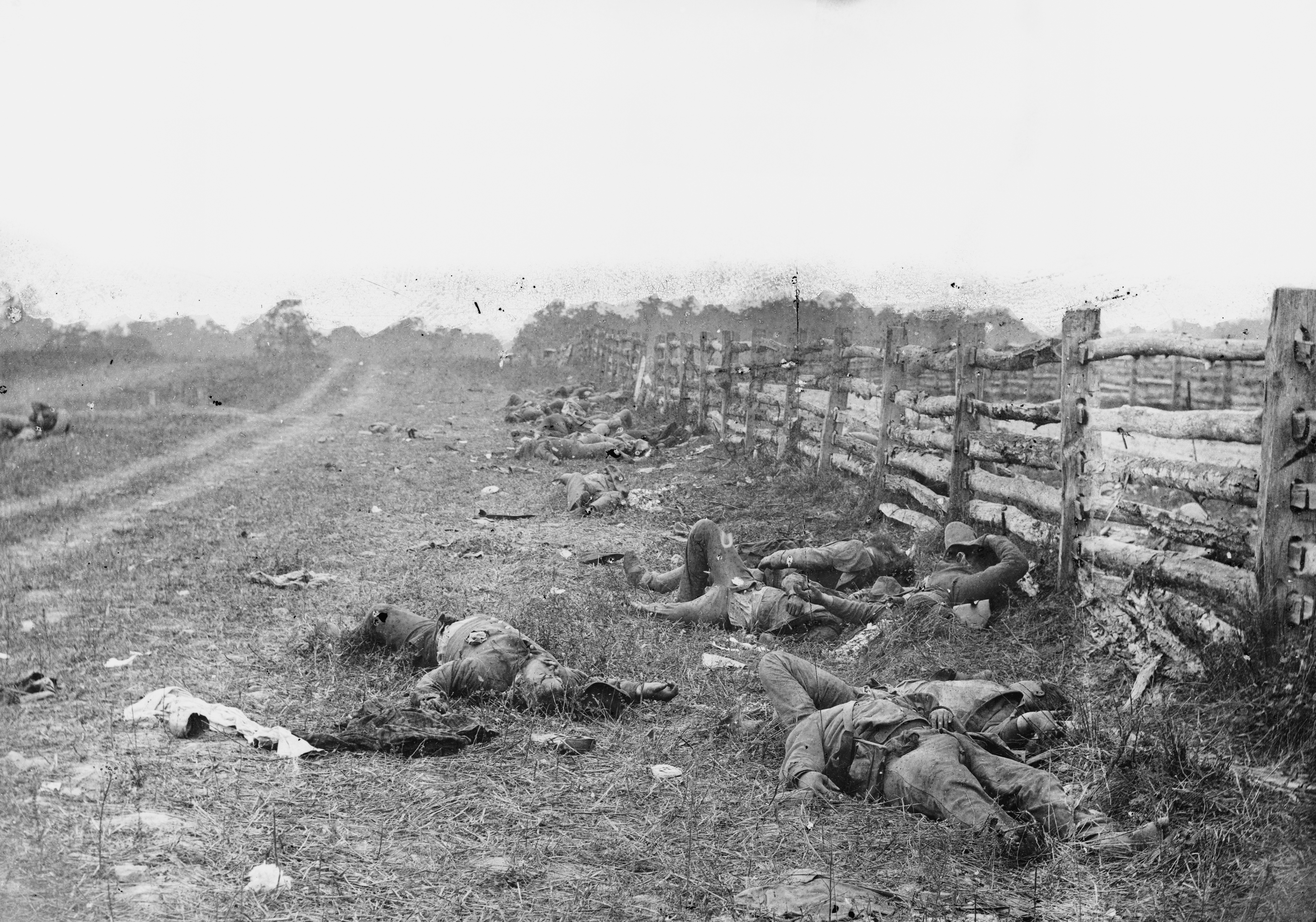
Cossos de soldats confederats caiguts en combat pertanyents a la Brigada de Louisiana, a les ordres de Starke, en el camí de Hagerstown, al nord de Dunk Church.

La 1 a Brigada de Pennsilvània de Meade, sota el comandament del brigadier general Truman Seymour, va iniciar l'avanç a través d'East Woods intercanviant foc amb les Brigades d'Alabama, Geòrgia i Carolina del Nord del coronel James Walter. Com que els homes de Walter van forçar la retirada dels de Seymour recolzats pel foc d'artilleria de Lee, la divisió de Rickett penetrà al panissar, també atacada per l'artilleria. La brigada del brigadier general Abram Duryea va carregar directament contra la brigada de Geòrgia del coronel Marcellus Douglas. Després d'un persistent i fort foc enemic des d'una distància d'uns 230 metres, i després de no haver aconseguit cap avantatge a causa de la manca de reforços, Duryea va ordenar la retirada.
Els reforços que Duryea havia esperat, les brigades del brigadier general George L. Hartsuff i del coronel William A. Christian, van tenir dificultats per arribar al lloc. Hartsuff va ser ferit per un obús i Christian caigué del seu cavall i va fugir aterrit a la rereguarda. Quan els homes van ser reunits i avançaren pel panissar, van trobar el mateix foc d'artilleria i infanteria que els seus predecessors. Com que la superioritat numèrica de la Unió començava a tenir efecte, la brigada "Tigre" de Louisiana ( Louisiana "Tiger" Brigade ) sota el comandament de Hatty Hays va entrar en combat i va obligar els soldats de la Unió a retirar-se a East Woods. Les baixes sofertes pel 12è Regiment d'Infanteria de Massachusetts, el 67% dels seus efectius, van ser les més altes que va patir una unitat en aquell dia. La brigada "Tigre" va ser finalment rebutjada quan els federals van muntar una bateria de rifles d'artilleria de 3 polzades i les van usar directament contra el panissar, disparant a boca de canó i ocasionant una matança entre la brigada "Tigre", que va perdre 323 dels seus 500 homes.
Mentre el panissar continuava en un punt mort amb nombroses baixes, l'avanç dels federals uns quants metres més a l'oest va ser més fructífer. La 4 a Brigada de la divisió de Doubleday, comandada pel brigadier general John Gibbon (anomenada la "Brigada de ferro" o Iron Brigade en anglès) va avançar pel camí, desplaçant els homes de Jackson. Van ser detinguts per una càrrega de 1.150 homes de la Brigada de Stark, sent atacats des d'una distància d'uns 27 metres. La Brigada confederada es va retirar després d'estar exposada al dur foc retornat per la  Iron Brigade  i Starke va ser ferit de mort. La Unió va reprendre el seu avanç cap a Dunk Church i va obrir una enorme bretxa en la línia defensiva de Jackson, que trontollava i estava a punt de caure. Malgrat l'elevat cost, les tropes de Hooker aconseguien progressar.
Els reforços confederats van arribar just passades les set del matí. Les divisions sota el comandament de McLaws i Richard H. Anderson van arribar després d'una marxa nocturna des de Harpers Ferry. A les 7:15 aproximadament, el general Lee va enviar a la Brigada de Geòrgia de George T. Anderson des del flanc dret de l'exèrcit per ajudar en Jackson.
A les 7:00 del matí, els 2.300 homes de la Divisió de Hood, avançaren a través de West Woods i varen empènyer les tropes de la Unió a retirar-se de nou del panissar. Els texans atacaren amb una ferocitat major, pel fet que van ser cridats des de la seva posició, en la reserva, i van ser obligats a interrompre el primer àpat calent que havien tingut en diversos dies. Van ser recolzats per tres brigades de la Divisió de DH Hill, arribades de la granja de Mumma, al sud-est del panissar, i per la brigada de Jubal Early, arribada a través de West Woods des de la granja de Nicodem, on havien estat donant suport a l'artilleria muntada de Jeb Stuart. Els homes de Hood van arribar en el moment més dur del combat, perdent un 60% dels seus homes, però van ser capaços d'evitar la ruptura de la línia defensiva confederada i aturar l'avanç del Cos I de la Unió. Quan un oficial company seu preguntar a Hood sobre on havia estat la seva Divisió, aquest li va replicar que "Morint en el camp" (" Dead on the field " en anglès).
Els homes de Hooke també van patir nombroses baixes, i a més no van aconseguir els seus objectius. Després de dues hores i 2.500 baixes, estaven on havien començat. El panissar, una àrea d'uns 225 metres de llarg i uns 360 d'ample, va ser l'escena d'una indescriptible destrucció. Diverses estimacions diuen que el panissar va canviar de mans no menys de 15 vegades en el transcurs del matí. Hooker va demanar l'ajuda dels 7.200 homes del Cos XII sota el comandament de Mansfield.
La meitat dels homes de Mansfield eren reclutes sense experiència, com el mateix Mansfield, que havia rebut el comandament només dos dies abans. Tot i ser un veterà amb 40 anys de servei, mai havia liderat una gran quantitat d'homes en combat. Preocupat pels seus homes, va fer que aquests avancessin en una formació coneguda com a "columna de companyies, juntes en massa", una formació en què un regiment formava en deu files en lloc de les dues habituals. Quan els seus homes van entrar a East Woods van oferir un excel·lent blanc per l'artilleria, "un blanc gairebé tan bo com un graner". El mateix Mansfield va ser abatut pel tret d'un franctirador i va morir l'endemà. Alpheus Williams va assumir el comandament del Cos XII temporalment.

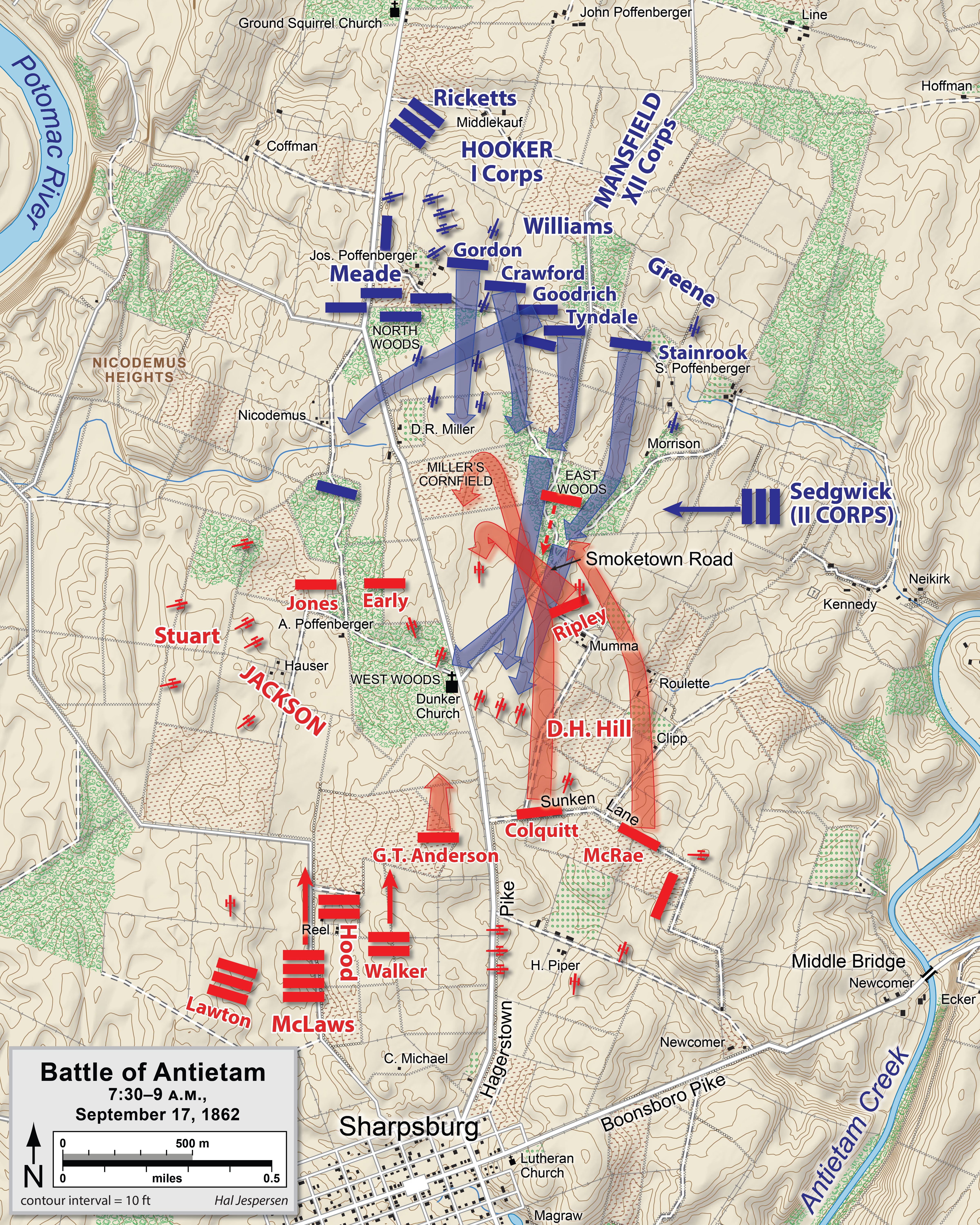
Assalt efectuat pel 12è Cos entre les 07:30 i les 9:00 del matí.

Els nous reclutes de la primera divisió de Mansfield no van avançar de nou contra la línia de Hood, que havia estat reforçada amb la divisió de DH Hill sota el comandament de Colquitt i McRae. No obstant això, la segona divisió del Cos XII, sota el comandament de George Sears Greene, va aconseguir passar a través dels homes de McRae, que és desorganitzat creient erròniament que estaven sent atrapats per un atac envolvent. Aquesta esquerda en la seva línia defensiva va forçar Hood i els seus homes, superats en nombre, a reagrupar-se a West Woods, on havien començat el dia. Green va ser capaç d'assolir Dunk Church, l'objectiu inicial de Hooker, i va provocar la retirada de les bateries de Lee. Les forces federals van ocupar la majoria del terreny a l'est del camí de Hagerstown.
Hooker va intentar reagrupar les restes disperses del Cos I per continuar l'assalt, però un soldat confederat va disparar al cavall de Hooker, que oferia un blanc perfecte, traspassant el peu de Hooker amb la bala. El comandament del Cos I va recaure sobre el general Meade, ja que el subordinat de més alt rang de Hooker, James B. Ricketts, també havia estat ferit. No obstant això, sense Hooker en el camp de batalla, no hi havia cap general amb la suficient autoritat per liderar els cossos I i XII. Els homes de Greene van ser tirotejats durament des West Woods i es van retirar de Dunk Church.
En un esforç per derrotar el flanc esquerre confederat i alleujar la pressió sobre els homes de Mansfield, a les 7:20 del matí, el Cos II de Sumner va rebre l'ordre d'enviar dues divisions a la batalla. Els 5.400 homes de la Divisió de Sedwick van ser els primers a travessar l'Antietam i van arribar a East Woods amb la intenció d'envoltar als confederats per l'esquerra i fer-los retrocedir cap al sud, on atacava el Cos IX de Ambrose Burnside. Però el pla es va tòrcer. Es van separar de la Divisió de William H. French ia les 9 del matí, Sumner, que acompanyava a la Divisió, va llançar un atac amb una inusual formació de combat-les tres brigades en tres llargues files, situant als seus homes braç a braç, amb tan sols entre 45 i 63 metres de separació entre les diferents línies. Van ser atacats primer per l'artilleria confederada i posteriorment des de tres costats per les nouvingudes divisions de Walter i McLaws. En menys d'una hora i mitja, els homes de Sedgwick van ser forçats a retirar-se en gran desordre cap a les seves posicions inicials, havent patit més de 2.200 baixes.
Sumner ha estat condemnat per la majoria dels historiadors per la seva atac temerari, per la seva falta de coordinació amb els comandants dels cossos I i XII, per haver perdut el control de la Divisió de French quan aquest acompanyava Sedgwick, per no haver dut a terme un adequat reconeixement abans de llançar el seu atac i per haver triat una inusual formació de combat que va ser envoltada de manera efectiva pel contraatac confederat. No obstant això, un estudi de l'historiador M. V. Arsmtrong ha determinat que Sumner sí que va efectuar un reconeixement de forma apropiada i la seva decisió d'atacar on ho va fer estava justificada per la informació de què disposava.
Les últimes accions en la fase matutina de la batalla es van efectuar al voltant de les 10 del matí, quan les divisions de John G. Walker, nouvingudes del flanc dret confederat, van fer front a l'avanç de dos regiments del Cos XII. Van combatre a l'àrea compresa entre el panissar i West Woods, però ràpidament les dues brigades de la Divisió de Green van forçar la retirada dels homes de Walter. Les tropes federals van poder prendre una zona de West Woods.
La fase matutina va acabar amb 13.000 baixes per ambdós costats, incloent-hi dos caps de la Unió.

### El migdia

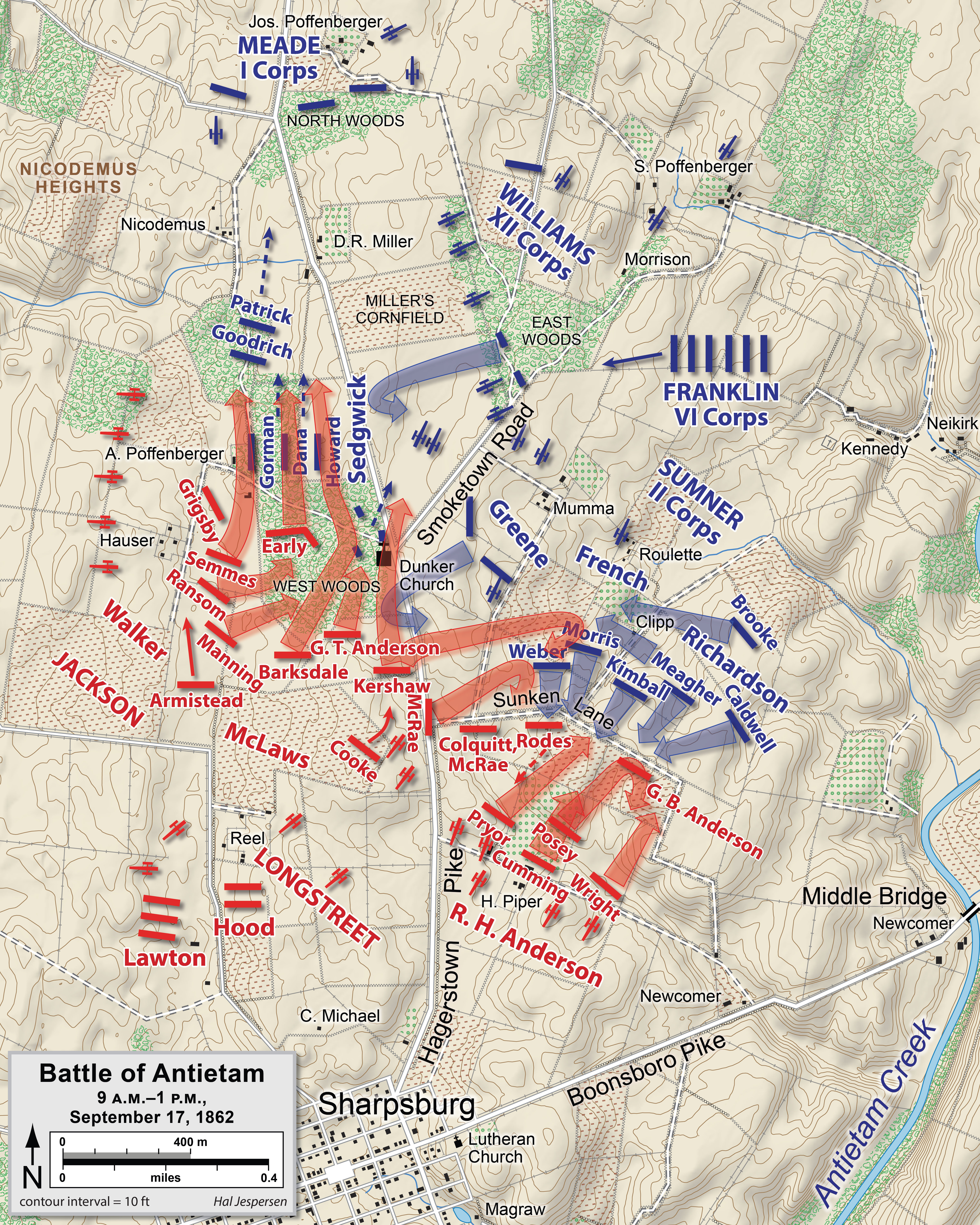
Esquema dels assalts duts a terme pels cossos II i XII entre les nou del matí i la una de la tarda.

Al migdia, l'acció es va desplaçar cap al centre de la línia defensiva confederada. Sumner havia acompanyat l'atac de la divisió de Sedgwick al matí però, altres de les seves divisions, sota el comandament de French, que havia perdut contacte amb Sedgwick, es van dirigir inexplicablement al sud. Buscant una oportunitat d'entrar en combat, French es va trobar amb algunes escaramusses en el seu camí i va ordenar avançar als seus homes. L'ajudant (i fill) de Sumner va localitzar en French, que va descriure el terrible combat que s'estava duent a terme a West Woods i li va enviar una ordre perquè atragués l'atenció dels confederats atacant al centre.
Les tropes de Fench van entrar en combat amb la divisió comandada per D.H Hill, que comptava amb uns 2.500 homes, menys de la meitat que els que comptava French, i cinc de les tres brigades havien combatut durant el matí. En teoria aquest sector de la línia defensiva de Longstreet era el més feble. No obstant això, els homes de Hill comptaven amb una bona posició defensiva a la part alta d'un contrafort, en un camí enfonsat, format pel pas continuat de vagons durant anys que havien format una trinxera natural, conegut com a  Sunken Road .
French va llançar els seus brigades en una sèrie d'atacs contra les improvisades posicions defensives de Hill voltant de les 9:30 del matí. La primera brigada que va entrar en combat va ser la més inexperta, comandada pel brigadier general Max Weber, que va ser ràpidament abatuda per un intens foc de rifles; cap bàndol havia enviat artilleria a aquest punt. El segon atac, efectuat pels reclutes també sense experiència del coronel Dwight Morris, va ser objecte d'un intens foc, però va aconseguir rebutjar un contraatac portat a terme per la Brigada d'Alabama de Robert Rodes. El tercer atac, a les ordres del brigadier general Nathan Kimball, va incloure a tres regiments de veterans, però, també van caure sota el foc enemic disparat des de la trinxera. La divisió de French va patir 1.750 baixes (comptava amb 5.700 homes) en menys d'una hora.
Tots dos bàndols van enviar reforços. Robert E. Lee va enviar les seves últimes divisions en reserva-uns 3.400 homes sota el comandament del general de divisió Richard H. Anderson-a reforçar la línia defensiva de Hill i estendre cap a la dreta, preparant un atac que embolcallaria el flanc dret de French. Al mateix temps, els 4.000 homes de la divisió del major general Israel B. Richardson van arribar a l'esquerra de French. Aquesta era l'última de les tres divisions de Sumner que McClellan havia deixat a la rereguarda quan organitzar les seves forces de reserva. Les primeres tropes a atacar van ser les de Richardson que no estaven cansades.
La Brigada Irlandesa del brigadier general Thomas F. Meagher, formada principalment per emigrants irlandesos, va portar a terme el quart atac del dia sobre el camí enfonsat. Mentre la brigada avançava onejant al vent banderes verd maragda, el capellà del regiment, el pare William Corby, es passejava per tot el front donant l'absolució per a tots els que anaven a morir per l'Església Catòlica. La brigada va perdre 540 homes abans que se'ls ordenés la retirada.
Cap allà al migdia, la brigada del brigadier general John C. Cadwell va ser enviada personalment a la batalla pel general Richardson després saber que Cadwell es trobava a la rereguarda. La divisió confederada de Richard H. Anderson va servir de poca ajuda als defensors després que el general Anderson fos ferit al principi del combat. També van ser baixa altres líders, incloent-hi George B. Anderson, el successor, el coronel Charles C. Tew del 2n Regiment de Carolina del Nord, va ser mort minuts després d'assumir el comandament, i el coronel John B. Gordon del 6è Regiment d'Alabama, que va rebre sis ferides serioses en el combat. Gordon va caure inconscient cap per avall amb la cara tapada pel seu propi barret, més tard els seus companys van dir que hauria mort ofegat en la seva pròpia sang si no hagués estat pel tret d'un soldat de la Unió que foradà el seu barret i va permetre que la sang es drenés. Rodes va ser ferit a la cuixa però va continuar en el camp de batalla. Aquestes baixes van contribuir directament a la confusió que va seguir a aquests fets.
Durant l'avanç de la Brigada de Caldwell voltant del flanc dret confederat, el coronel Francis C. Barlow i 350 homes del 61è Regiment de Nova York i 64è Regiment de Nova York van veure un punt feble en la línia defensiva confederada i van guanyar un turó que dominava el Sunken Road. Aquest fet els va permetre apuntar directament a la línia defensiva confederada, convertint la trinxera en una trampa mortal. En l'intent de plantar cara a aquesta amenaça, una ordre de Rodes va ser malinterpretada pel tinent coronel James N. Lightfoot, que havia succeït a l'inconscient John Gordon. Lightfood va ordenar als seus homes fer mitja volta i retrocedir, una ordre que els cinc regiments van pensar que estava dirigida també a ells. Les tropes confederades es van retirar cap a Sharpsburg perdent la seva línia defensiva.
Els homes de Richardson es trobaven perseguint als confederats que fugien quan l'artilleria que havia muntat precipitadament el general Longstreet els va fer retrocedir. D.H. Hill va contraatacar amb 200 homes, embolicant el flanc dret dels federals a prop del camí enfonsat, encara que van ser rebutjats per una càrrega ferotge del 51è Regiment de Nou Hampshire, fet que va evitar la caiguda del centre. Richardson va ordenar a contracor que el seu divisió retrocedís al nord del cavalló del Sunken Road. La seva divisió havia perdut uns 1.000 homes. El coronel Barlow va ser greument ferit, i el mateix Richardson va ser ferit mortalment. El comandament de la divisió va ser assumit per Winfield S. Hancock. Encara Hancock es va guanyar una reputació com un líder, el canvi inesperat de comandància va fer disminuir la velocitat d'avanç dels federals.

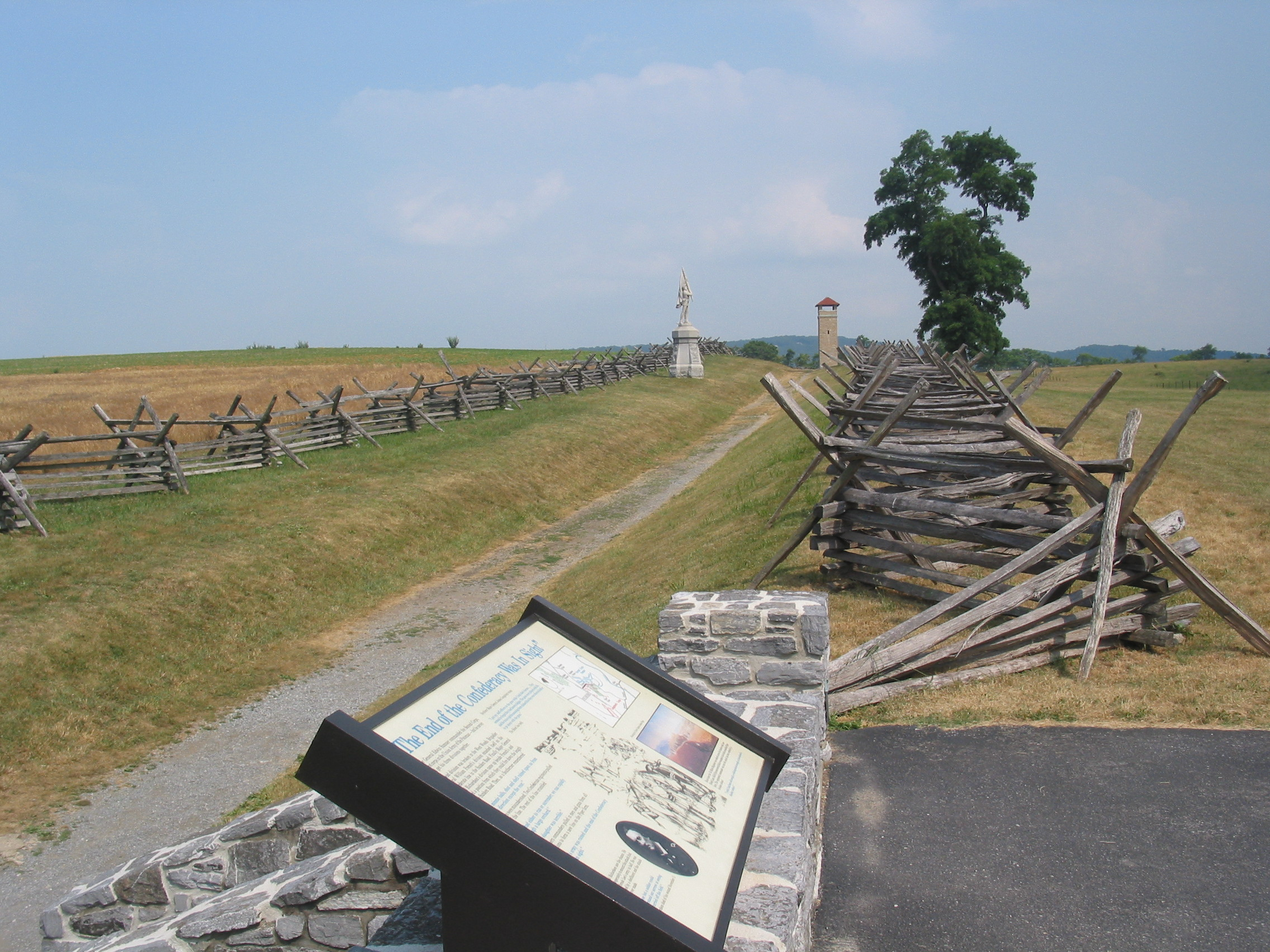
El camí conegut com Bloody Lane el 2005.

La matança que es va produir en el Sunken Road entre les 09:30 i les 10:00 del matí va fer que aquesta part del camí fos coneguda com a  Bloody Lane  (que significa literalment carril sagnant ). Es van produir unes 5.600 baixes (3.000 de la Unió, i 2.600 de la Confederació) al llarg dels aproximadament 750 metres de camí. Aquests fets van proporcionar una gran oportunitat per a la Unió, ja que si aquest sector trencat de la línia defensiva confederada hagués estat explotat, l'exèrcit de Lee hagués estat dividit en dos i probablement derrotat. La Unió disposava de nombroses forces per fer-ho. Es disposava d'una cavalleria de reserva de 3.500 homes, i de 10.300 homes d'infanteria del Cos V del general Porter esperant prop del pont intermedi, a un quilòmetre i mig de distància. El Cos VI acabava d'arribar amb 12.000 homes. El brigadier general del Cos VI, William B. Franklin, estava preparat per a aprofitar-se de la situació, però Sumner, el comandant de més alt rang del cos, li va ordenar que no avancés. Franklin va apel·lar a McClellan, que va abandonar la seva caserna de guerra a la rereguarda per escoltar els arguments de tots dos, però va donar suport a la decisió de Sumner, ordenant a Franklin i Hancock mantenir les seves posicions.
Més tard, el comandant de l'altra unitat de reserva propera al centre, el Cos V, el major general Fitz John Porter, va escoltar les recomanacions del major general George Sykes, que manava la seva segona divisió, en què suggeria que havia de llançar un altre atac al centre, una idea que va considerar McClellan. No obstant això, Porter va dir a McClellan, "Recordeu general, jo comando l'última reserva de tropes de l'últim exèrcit de la República." McClellan va assentir i una altra oportunitat va ser perduda per a la Unió.

### La tarda

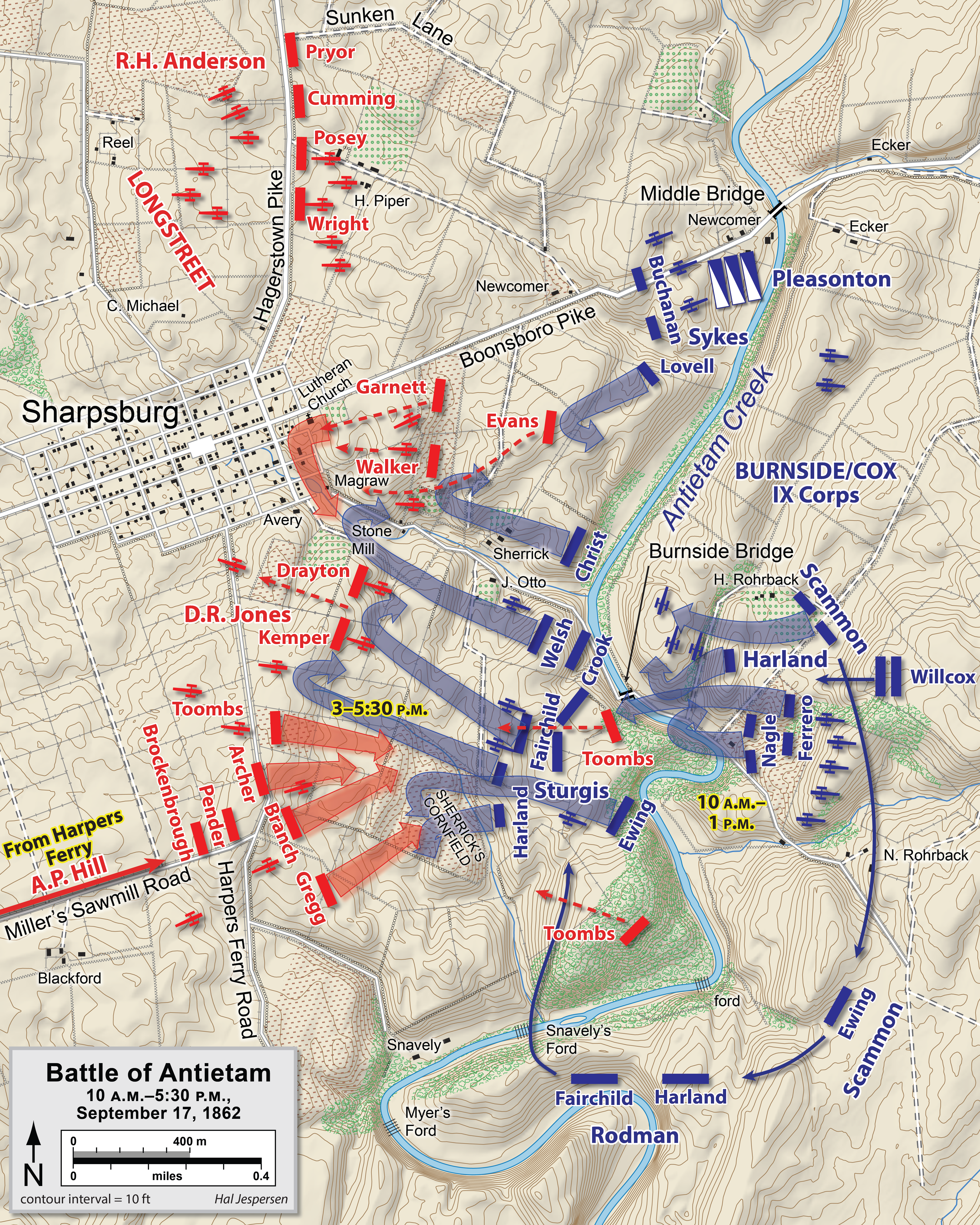
Assalt efectuat pel Cos IX entre les 10 del matí i les 4:30 de la tarda.

L'acció es va traslladar a l'extrem sud del camp de batalla. El pla de McClellan consistia que el major general Ambrose Burnside i el Cos IX realitzessin un atac diversificat, per donar suport al Cos I de Hooker, tractant d'atraure l'atenció confederada fora del que havia de ser el principal atac al nord. No obstant això, Burnside va rebre instruccions d'esperar ordres més explícites abans de llançar el seu atac, i aquestes ordres no li van arribar fins a les 10 del matí. Burnside va estar estranyament passiu durant els preparatius de la batalla. Estava disgustat amb McClellan pel fet que aquest no havia respectat els acords a què havia arribat amb els seus altres comandants. Prèviament, Burnside havia enviat una ala de l'exèrcit que incloïa els Cossos I i XII i ara només era responsable del Cos IX. Implícitament renuncià a perdre la seva gran autoritat, de manera que Burnside va proposar primer al major general Jesse L. Reno (mort a la batalla de South Mountain) i posteriorment al brigadier general Jacob D. Cox de la Divisió Kanawha com el cap del Cos, transmetent les ordres al Cos a través d'aquest.
Burnside comptava amb quatre divisions (12.500 homes) i 50 canons a l'est del rierol d'Antietam. Davant d'ell hi havia una força que havia estat minvada de manera considerable a causa dels moviments de tropes ordenats per Lee per tractar de reforçar el flanc esquerre confederat. A l'alba, les divisions dels generals David R. Jones i John G. Walter van romandre en posicions defensives, però a les 10 del matí, tots els homes de Walter i de la Brigada de Geòrgia del coronel George T. Anderson ja no es trobaven en el lloc. Jones comptava amb només 3.000 homes i 12 canons per fer front a Burnside. Quatre febles brigades guardaven les parts elevades dels turons prop de Sharpsburg, principalment un baix altiplà coneguda com a Cementery Hill ("Turó del cementiri"). La resta 400 homes del 2n Regiment de Geòrgia i 20è Regiment de Geòrgia, sota el comandament del brigadier general Robert Toombs, amb dues bateries d'artilleria, defensaven el pont de Rohrbach, un pont de tres arcades de pedra de 38 metres que creuava l'Antietam en el seu extrem sud. Aquest pont acabaria sent històricament conegut com el Pont de Burnside (Burnside's Bridge en anglès) a causa de la importància de la batalla que es va produir. El pont era un objectiu difícil. El camí que conduïa a ell corria paral·lel al rierol i estava exposat al foc enemic. El pont estava dominat per un far de fusta de 30 metres d'alçada situat a la part oest i amb abundants còdols provinents d'una vella pedrera, que permetien a la infanteria i als franctiradors disparar des de posicions cobertes, per la qual cosa impedient creuar-lo.
En aquesta zona, l'Antietam rarament comptava amb una amplada de més de 15 metres i en alguns trams era molt poc profund i fora de l'abast dels confederats. S'ha criticat molt Burnside per ignorar aquest fet, començant pel cap de l'estat major confederat Henry Kyd Douglas. Tanmateix, a causa de la poca profunditat que tenia el rierol en alguns punts, feia que travessar-lo fos comparativament una part senzilla d'un difícil problema. Burnside va planejar prendre el pont al mateix temps de creuar el rierol per un gual que els enginyers de McClellan havien trobat un quilòmetre riu avall, però quan els homes de Burnside van arribar al gual, van trobar que les ribes eren massa elevades per ser superades. Mentre la Brigada d'Ohio del coronel George Crook preparava l'atac al pont amb el suport de la divisió del brigadier general Samuel Sturgis, la resta de la Divisió Kanawha i la divisió del brigadier general Isaac Rodman lluitaven contra densos arbustos intentant trobar el gual de Snavely, tres quilòmetres aigües avall, a fi i efecte d'atacar pel flanc als confederats.

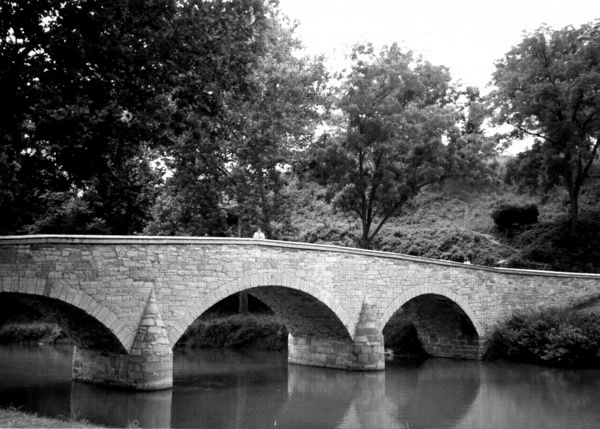
imatge del Pont de Burnside (Burnside's Bridge).

L'assalt de George Crook al pont va ser iniciat amb escaramusses dutes a terme per l'11è Regiment de Connecticut, els quals van rebre l'ordre de netejar el pont perquè els soldats d'Ohio poguessin creuar i atacar la torre. Després d'estar sota el foc enemic durant quinze minuts, els homes de Connecticut es van retirar amb 139 baixes, un terç dels seus efectius, incloent el seu comandant, el coronel Henry W. Kinsgbury, que va ser ferit fatalment. El principal assalt de Crook va fracassar quan la manca de coneixement del terreny va provocar que els seus homes arribessin al rierol uns 400 metres aigües amunt del pont, on van ser atacats pels franctiradors confederats durant les hores següents.
Mentre la divisió de Rodman es trobava fora de contacte, dirigint-se penosament cap al gual de Snavely, Burnside i Cox van dirigir un segon assalt al pont mitjançant una de les brigades de Sturgis, encapçalat pel 2n Regiment de Maryland i el 6è Regiment de Nou Hampshire. També van caure presa del foc dels franctiradors i artilleria confederada, i el seu atac va fracassar. Així es va arribar al migdia i McClellan va anar perdent la paciència. Va enviar una sèrie de missatgers per tal de motivar Burnside a fi i efecte que avancés. A un dels missatgers li va ordenar, "Digueu-li que si costa 10.000 homes ha d'anar ara." Incrementar la pressió enviant al seu inspector general, el coronel Delos B. Sackett, a fer front a Burnside, que va reaccionar indignat, "McClellan sembla que pensa que no estic fent el millor que puc per aconseguir el pont; ets el tercer o quart que m'han enviat aquest matí amb ordres similars."
El tercer intent de prendre el pont va tenir lloc a les 12:30 del migdia per una altra de les brigades de Sturgis manada pel brigadier general Edgard Ferrero. L'atac estava efectuat pel 51è Regiment de Nova York i el 51è Regiment de Pennsilvània, que amb el suport adequat de l'artilleria i l'oferiment d'una ració de whisky que els havia estat denegada recentment, carregaren turó avall i van prendre posicions a la riba est del rierol. En aquesta posició van usar un canó lleuger que havien capturat i van obrir foc cap al pont, a uns vint-i-dos metres de distància de l'enemic. Pel volts de l'una del migdia, els confederats ja anaven escassos de munició i Toombs va tenir notícia que els homes de Rodman estaven creuant el gual de Snavely en el seu flanc. Toombs va ordenar la retirada. Els soldats de Geòrgia van causar més de 500 baixes entre els federals, mentre que aquests perderen menys de 160 homes. A més havien aconseguit aturar l'assalt de Burnside al flanc sud durant més de tres hores.
L'assalt de Burnside es va estancar de nou tot sol. Els seus oficials s'havien negat a transportar munició a través del pont, que s'estava convertint en un coll d'ampolla per al pas dels soldats, artilleria i carretes. Això va representar dues hores de retard. El general Lee va utilitzar aquest temps per reforçar el seu flanc dret. Va disposar tota l'artilleria disponible, encara que no va reforçar les tropes en desavantatge numèric de David R. Jones amb unitats d'infanteria del flanc esquerre. En lloc d'això, Lee comptava amb l'arribada de la Light Division d'AP Hill, que es trobava embarcada en una esgotadora marxa de vint-i-set quilòmetres des de Harpers Ferry. A les dues de la tarda, els homes de Hill van arribar al gual de Botel, arribant a la posició de Lee a les 2:30. Lee va ordenar als homes de Hill anar a la dreta de les tropes de David R. Jones.
Els federals eren completament inconscients que 3.000 nous homes havien arribat per fer-los front. El pla de Burnside era desplaçar envoltant el debilitat flanc dret confederat, arribar a Sharpsburg i tallar el pas a l'exèrcit de Lee cap al gual de Botel, la seva única ruta de fugida a través del Potomac. A les tres de la tarda, Burnside va deixar a la divisió de Sturgis reservada a la part oest del rierol de Antietam i es va desplaçar a l'oest amb més de 8.000 homes (la majoria d'ells frescos) i 22 canons de suport.

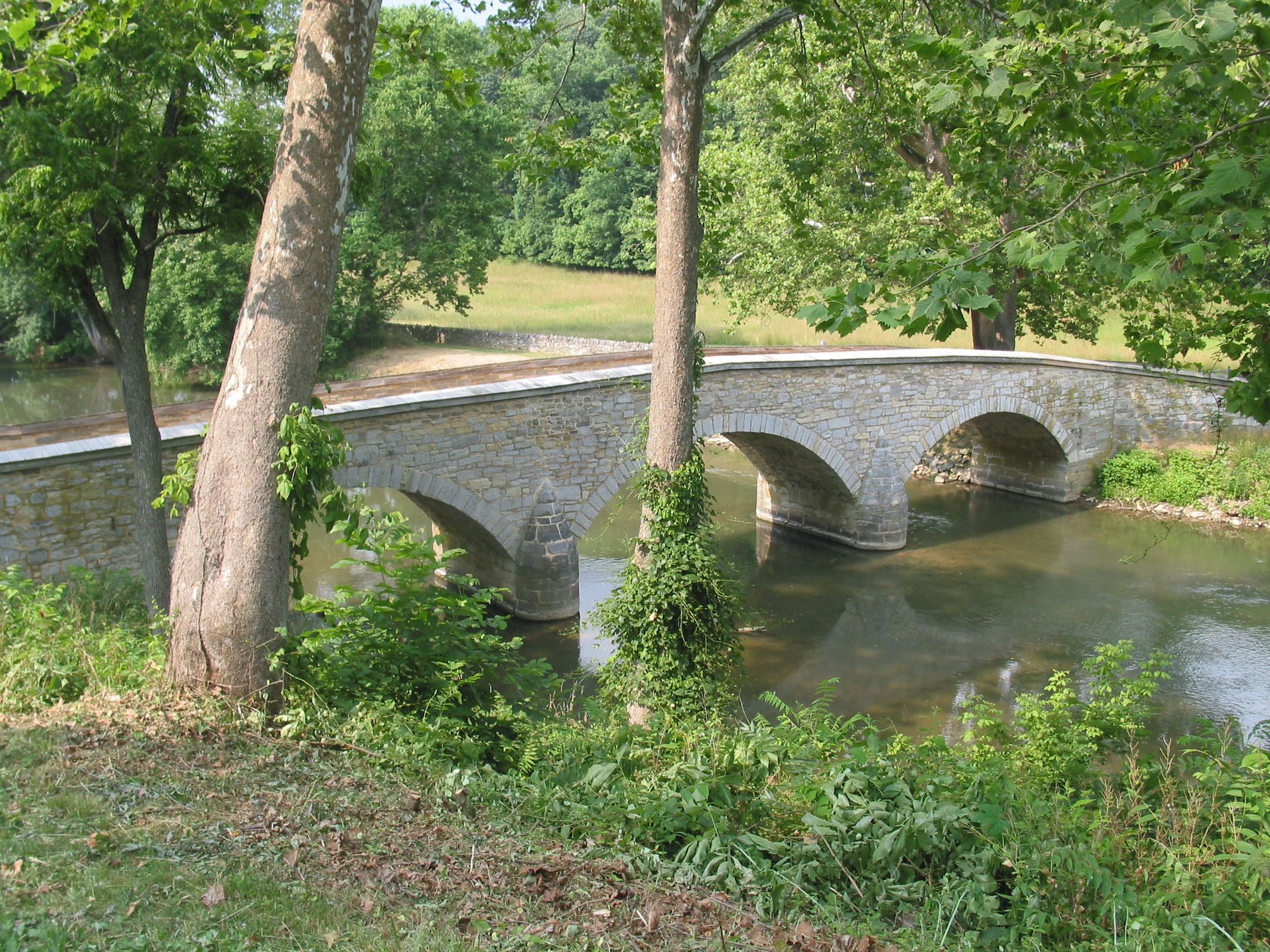
El Pont de Burnside va rebre aquest nom després de la batalla, en honor de Ambrose E. Burnside.

El 79è Regiment de Voluntaris d'Infanteria de Nova York va tenir èxit en un atac inicial contra la divisió de Jones, que era superada en nombre d'efectius i que va ser obligada a retrocedir més enllà de  Cementery Hill , a menys d'uns 180 metres de Sharpsburg. Més a l'esquerra, la divisió de Rodman avançava cap al camí de Harpers Ferry. La brigada que encapçalava l'avanç, sota el comandament del coronel Harrison Fairchild, comptava amb alguns soldats del 9è Regiment de Nova York, que van caure sota un intens foc d'obusos provinent d'una dotzena de canons enemics muntats en un turó davant ells, però tot i així van continuar el seu avanç. El pànic es va apoderar dels carrers de Sharpsburg, plens de confederats fugits. De les cinc brigades de la divisió de Jones, tan sols la brigada de Toombs romania intacta, però comptava amb només 700 homes.
La divisió de A.P. Hill va arribar a les 3:30 de la tarda. Hill va dividir la seva columna, dues brigades es van moure cap al sud-est per guardar el seu flanc i les altres tres, amb uns 2.000 homes, es van dirigir on es trobava la brigada de Toombs i es van preparar per a un contraatac. A les 3:40, la Brigada de Carolina del Sud del brigadier general Maxcy Gregg va atacar el 16è Regiment de Connecticut en el flanc esquerre de Rodman, al panissar del granger John Otto. Els homes de Connecticut havien entrat en servei només tres setmanes enrere i la seva línia defensiva es va ensorrar amb cent vuitanta-cinc baixes. El 4t Regiment de Rhode Island va anar a la dreta però tenia poca visibilitat a causa de les altes tiges del panissar i es va desorientar pel fet que molts confederats portaven uniformes de la Unió que havien capturat a Harpers Ferry. Aquest fet va permetre als confederats atacar per sorpresa, ja que els unionistes els van deixar acostar, creient que eren companys seus, de manera que també van trencar files i van fugir, deixant al 8è Regiment de Connecticut en posició avançada i aïllada de la resta de companys. Els confederats van caure sobre ells i van ser conduïts turó avall cap a l'Antietam. Un contraatac dels regiments de la divisió Kanawha no va tenir èxit.
El Cos IX havia patit un 20% de baixes, però encara doblava en nombre als confederats que li feien front. Desconcertat per la caiguda del seu flanc esquerre, Burnside va ordenar als seus homes retrocedir a la riba oest de l'Antietam, on va demanar urgentment més homes i canons. McClellan només podia proporcionar una bateria. Va dir, "No puc fer més. No tinc infanteria." No obstant això, McClellan tenia dos cossos d'exèrcit frescos en reserva, el V de Porter i el VI de Franklin, però era massa cautelós i estava preocupat per un intent de contraatac ordenat per Lee. Els homes de Burnside van passar la resta del dia guardant el pont que tant havien patit per capturar. La batalla va acabar al voltant de les 5:30 de la tarda.

## Conseqüències
Les pèrdues van ser importants en ambdós costats. La unió va tenir 12.401 baixes, amb 2.108 morts. Les baixes confederades van sumar 10.318 homes, amb 1.546 morts, que representaven el 25% de l'exèrcit federal i el 31% confederat. El 17 de setembre de 1862 van morir més nord-americans en combat que en qualsevol altre dia de la Història dels Estats Units, incloent la batalla de Normandia a la Segona Guerra Mundial. També es van produir més morts que en els atemptats de l'11 de setembre de 2001 a Nova York. El matí del 18 de setembre, l'exèrcit de Robert E. Lee es va preparar per a un atac federal que mai es va produir. Després d'una improvisada treva per part dels dos contendents per recuperar i intercanviar les seves ferits, les forces de Lee començar aquella tarda a retirar-se a través del Potomac per tornar a Virgínia.
El president Lincoln es va decebre per l'actuació de McClellan. Va creure que les precaucions de McClellan i les mal coordinades accions en el camp de batalla havien conduït a una victòria sense vencedor clar en lloc d'una victòria aclaparadora sobre els confederats. Aquesta opinió és compartida per l'historiador Stephen Sears.
| «                                          | En la seva lluita per salvar la República, en la qual tenia poques possibilitats de victòria, McClellan amb prou feines va enviar 50.000 unitats d'infanteria i d'artilleria a la contesa. Una tercera part del seu exèrcit no va arribar a fer ni un tret. Tot i això, els seus homes van conduir repetidament l'Exèrcit de Virgínia del Nord a la vora del desastre, proeses de valor perdudes completament en el pensament d'un comandant que no pensava en poc més d'evitar la seva pròpia derrota. | » |
| — Stephen W. Sears, Landscape Turner Xarxa | |   |

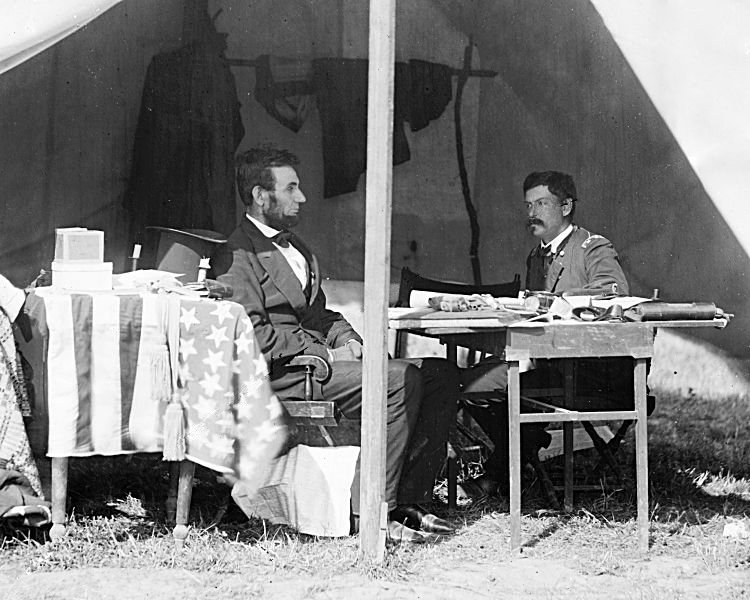
El general George B. McClellan i el president Abraham Lincoln reunits a la tenda del general, prop del camp de batalla d'Antietam, el 3 d'octubre de 1862.

Lincoln va quedar encara més estupefacte entre el 17 de setembre i el 26 d'octubre pel fet que, després de repetides peticions procedents del Departament de Guerra i del mateix president, McClellan va declinar perseguir Lee a través del Potomac, amb l'excusa que li mancava equip suficient i per por que Lee hi hagués augmentat les seves tropes. El general en cap Henry W. Halleck va escriure en el seu informe oficial: "La llarga inactivitat de tan gran exèrcit davant d'un enemic derrotat i durant la més favorable estació de l'any per moure's amb rapidesa i una vigorosa campanya, era un assumpte de la major decepció i tot." Lincoln va rellevar McClellan del comandament de l'Exèrcit del Potomac el 7 de novembre, finalitzant, de fet, la carrera militar de McClellan.
L'impacte social va ser divers; no es van aconseguir tantes adhesions a Maryland per la seva causa mitjançant el so del Maryland, My Maryland provinent de l'Exèrcit de Virgínia del Nord com Lee havia esperat, i el feble avantatge estratègic obtingut per l'Exèrcit del Potomac en Antietam, va anul·lar qualsevol èxit que Lee hagués tingut a atraure els habitants de Maryland per a la seva causa.
Alguns historiadors qüestionen la designació de "victòria estratègica de la Unió". Després de tot, McClellan va actuar de manera deficient en la campanya i en la mateixa batalla i Lee va aconseguir fer front a un exèrcit molt més nombrós que el seu. Les baixes són comparables en ambdós bàndols, però, Lee va perdre un major percentatge d'homes. Lee es va retirar primer del camp de batalla, la definició tècnica d'una derrota tàctica en una batalla. No obstant això, en sentit estratègic, tot i un empat tàctic, Antietam és considerat un punt d'inflexió en la guerra i una victòria de la Unió pel fet que aquesta va acabar amb la campanya estratègica de Lee (la seva primera invasió del Nord) i permeté al president Lincoln expedir la Proclamació d'Emancipació el 22 de setembre, amb efecte l'1 de gener de 1863. Tot i que Lincoln havia intentat fer-ho amb anterioritat, va ser aconsellat pel seu gabinet que fes l'anunci després d'una victòria de la Unió, per evitar la percepció que era fruit de la desesperació. La victòria de la Unió i la proclamació de Lincoln van tenir un paper important per dissuadir els governs de França i el Regne Unit que reconeguessin als Estats Confederats; alguns pensaven que estaven a punt de fer-ho després d'una nova derrota de la Unió. Quan la qüestió de l'emancipació va ser lligada al progrés de la guerra, cap govern va tenir el desig d'oposar-se a la Unió. L'historiador James M. McPherson descriu la importància d'Antietam en el seu llibre  Crossroads of Freedom .
| «                                           | Cap altra campanya i batalla en la guerra ha tingut tantes múltiples conseqüències de gran transcendència com Antietam. El juliol del 1863 la doble victòria de la Unió a Gettysburg i Vicksburg va clavar un altre cop que debilitar una renovada ofensiva confederada a l'est i va aïllar el terç de la Confederació de la resta. El setembre de 1864, la presa d'Atlanta per part de Sherman va anul·lar un altre debilitament de la moral del Nord i va posar les bases per al camí final de la victòria de la Unió. Hi va haver també moments fonamentals. Però no haguessin passat mai si la triple ofensiva confederada a Mississipi, Kentucky i sobretot Maryland no hagués fracassat a la tardor de 1862. | » |
| — James M. McPherson, Crossroads of Freedom | |   |

En el camp de batalla es troba l'Antietam National Battlefield.

## Antietam al cinema
La pel·lícula Temps de glòria (Glory, en anglès), comença tot just després d'acabar-se la Batalla d'Antietam.